# Alexandre Dediouchko
Alexandre Viktorovitch Dediouchko (en russe : Александр Викторович Дедюшко) ou Aliaksandr Viktaravitch Dziadziouchka (en biélorusse : Алякса́ндар Ві́ктаравіч Дзядзю́шка), né le 20 mai 1962 à Vawkavysk (Union soviétique, aujourd'hui en Biélorussie) et mort le 3 novembre 2007 dans l'oblast de Vladimir, est un acteur et présentateur de télévision russe.

## Filmographie partielle
- 1990 : La Mère (Мать) de Gleb Panfilov : ouvrier
- 1998 : Le Barbier de Sibérie de Nikita Mikhalkov : épisode
- 2009 : Tarass Bulba de Vladimir Bortko : Ataman Kokubenko